# Транскрипція (біологія)

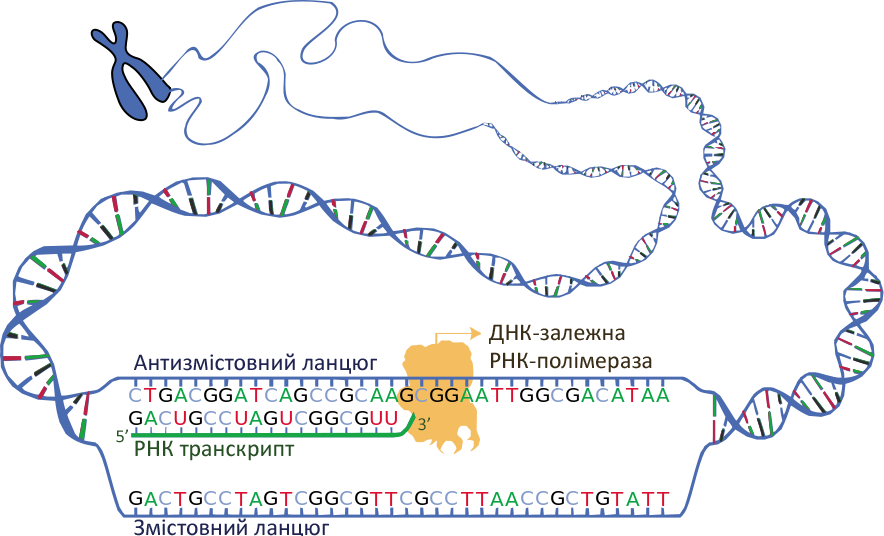
Схематичне зображення транскрипції РНК. ДНК-залежна РНК-полімераза рухається в напрямку 3'→5' по антизмістовному ланцюгу ДНК, ситез РНК при цьому йде в напрямку 5'→3'

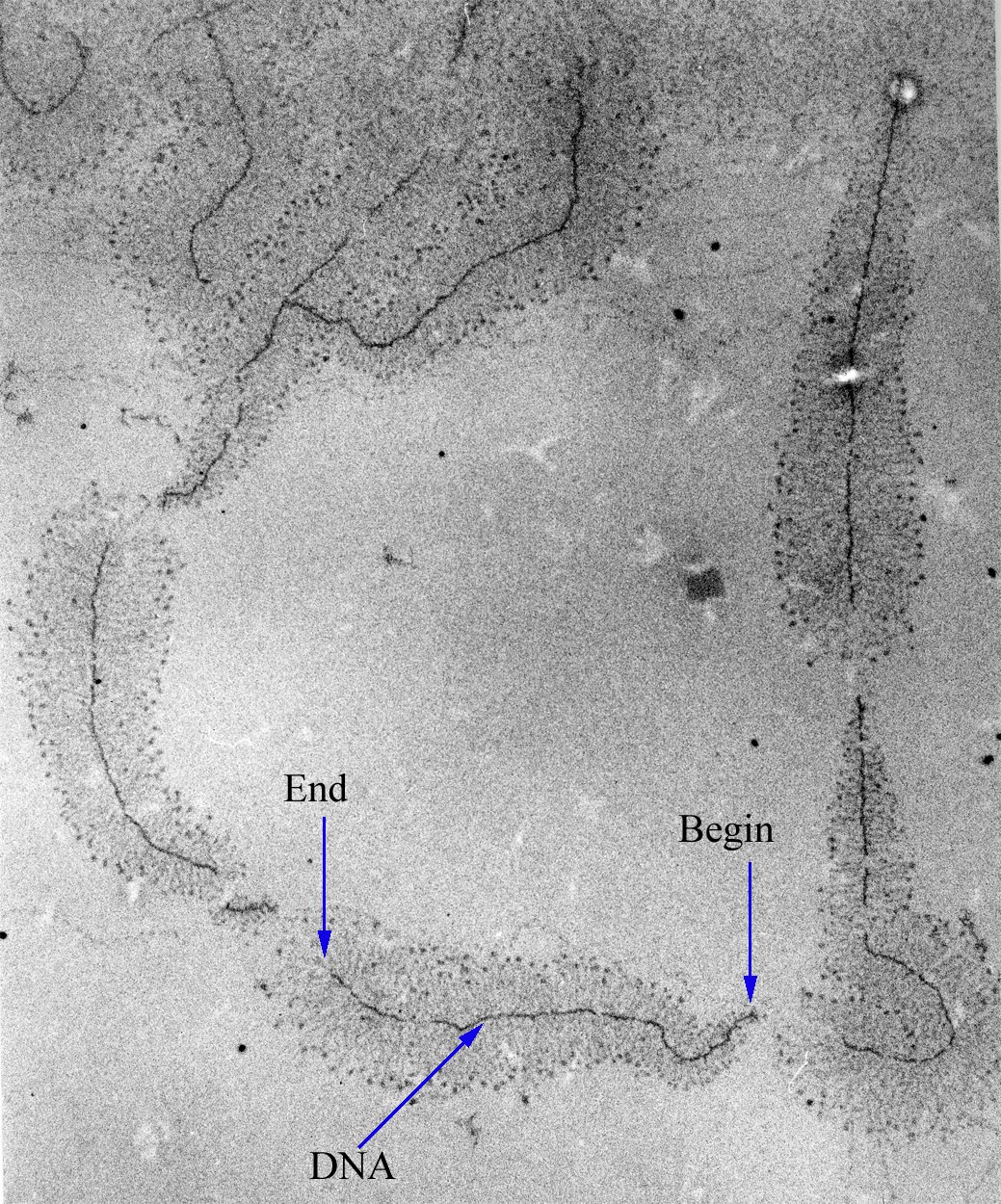
Електронна мікрофотографія, що показує ріст молекул мРНК під час транскрипції. Begin — початок транскріпції, End — кінець транскрипції, DNA — ДНК.

Транскрипція — процес синтезу РНК з використанням ДНК як матриці, що відбувається у всіх живих клітинах, іншими словами, це перенесення генетичної інформації з ДНК на РНК.
У випадку синтезу з частини ДНК, що кодує білок — з так званих білок-кодуючих генів, транскрипція є першим кроком біосинтезу білків — процесу, який в кінцевому підсумку, приводить до перекладу генетичного коду через мРНК як проміжної ланки, у поліпептидну послідовність білка.
У випадку, коли синтезується некодуюча РНК — молекула, послідовність якої не буде переведена в амінокислотну послідовність білків, транскрипція є самостійною одиницею і наслідки синтезованої нкРНК для клітини залежать вже від типу нкРНК: тРНК чи рРНК беруть участь у біосинтезі білків, якщо синтезовані малі ядерні РНК — у сплайсингу, міРНК, піРНК та мікроРНК — регулюють експресію генів. Проте багато випадків транскрипції призводять до нефункціональної молекули РНК, яка деградує швидко.
Транскрипція каталізується ферментом ДНК-залежною РНК-полімеразою. Процес синтезу РНК протікає в напрямку від 5'- до 3'- кінця, тобто РНК-полімераза рухається матричним (також антизмістовним) ланцюжком ДНК у напрямку 3'→5' (див. мал. «Схематичне зображення транскрипції РНК»). Транскрипція різних видів РНК здійснюється різними РНК-полімеразами.
Рівень транскрипції більшості генів чітко регулюється за допомогою факторів транскрипції. Саме на цьому етапі відбувається більша частина регуляції експресії генів. Проте і якість синтезованих РНК регулюється на різних етапах транскрипції, абортивне завершення транскрипції (термінація) призводить до неповної молекули РНК, яка часто деградується за допомогою спеціальних механізмів, таких як робота ядерної екзосоми чи інших РНКаз
Зазвичай процес транскрипції поділяється на 4 стадії — пре-ініціацію, ініціацію, елонгацію і термінацію.

## Основні процеси
Транскрипція ділиться на пре-ініціацію, ініціацію, промоторне очищення, елонгацію та термінацію. Ділянка ДНК, на якій відбувається синтез РНК, має назву — транскриптон.

### Пре-ініціація
В еукаріот: РНК-полімераза, а отже й ініціація транскрипції, вимагає наявності промоторної послідовності. Промотор — ділянка ДНК, що запускає транскрипцію і (в еукаріот) знаходиться за 30, 75 та 90 нуклеотидних пар до точки початку транскрипції (старт-сайт). Фактори транскрипції — білки, що зв'язуються з промоторною послідовністю.

### Ініціація
У прокаріот транскрипція починається зі зв'язування РНК-полімерази із промотором. Прокаріотична РНК-полімераза містить 5 субодиниць: 2 α субодиниці, 1 β субодиницю, 1 βʼ субодиницю і 1 ω субодиницю, — разом ці субодиниці утворюють ядро ферменту (core). На початку ініціації ензим зв'язаний із σ-фактором, який допомагає відшукувати потрібні -35 та -10 точки попереду промоторної послідовності. Поєднання РНК-полімерази із σ-фактором має назву голофермент.
В еукаріотів ініціація набагато складніший процес. Еукаріотична РНК-полімераза не розпізнає промотор. Натомість, група білків, названих  факторами транскрипції, з'єднуються з промотором і лише після цього РНК-полімераза «сідає» на ланцюг ДНК формуючи комплекс ініціації транскрипції.
В архей транскрипція відбувається подібно до еукаріотів.

### Промоторне очищення
Щойно перший зв'язок синтезовано, РНК-полімераза повинна очистити промотор від факторів транскрипції. В цей проміжок часу фермент синтезує короткі («усічені») шматки РНК. Цей процес зветься обірвана («абортивна») ініціація і він спільний для прокаріотів та еукаріотів.
У прокаріот, обірвана ініціація триває допоки не буде синтезовано ланцюг РНК із пороговою довжиною у 10 нуклеотидів, після чого промотор звільняється від комплексу ініціації і формується комплекс елонгації. σ-фактор від'єднується від РНК-полімерази за стохастичною моделлю. Промотор від'єднується завдяки «скрипучому» механізму, який забезпечує накопичення необхідної кількості енергія шляхом псевдосинтезу РНК під час  обірваної ініціації та розрив зв'язків між голоферментом і білками на промоторі.
В еукаріот, після кількох циклів 10-ти нуклеотидної обірваної ініціації відбувається промоторне очищення, що збігається із фосфорилюванням серин-5 С-кінцевого домену РНК-полімерази ІІ. Це призводить до запуску ензиму кепування мРНК (англ. mRNA-capping enzyme). Точний механізм, яким цей фермент індукує промоторне очищення в еукаріотів і досі не з'ясовний.

### Елонгація
Один ланцюг ДНК — матрична нитка (або некодуюча нитка), стає матрицею для синтезу РНК. Щойно розпочинається транскрипція, РНК-полімераза переміщується матричною ниткою і, використовуючи властивість комплементарності основ, будує на ДНК-матриці РНК копію. Хоча РНК-полімераза проходить матричною ниткою від 3'→ 5', кодуюча нитка і новостворена РНК також можуть бути використані як опорні точки, так що транскрипція може бути описана так, ніби то відбувається в напрямку 5'→ 3'. Це робить молекулу РНК точною копією кодуючого ланцюга (за винятком того, що тимін замінений урацилом, і нуклеотиди складаються з рибози, тоді як у ДНК — дезоксирибоза).
Транскрипція мРНК може втягувати кілька РНК-полімераз на єдиній матриці ДНК і тривати циклічно (ампліфікація частин мРНК), так що з однієї копії гена можна швидко синтезувати багато молекул мРНК.
Елонгація також містить корегуючий механізм, який може замінити неправильно залучені основи. В еукаріот він може відповідати короткими паузами під час транскрипції, що дозволяють зв'язуються із новосинтезованим ланцюгом відповідним факторам редагування РНК. Ці паузи можуть виникати також через особливість дії РНК-полімерази або через структуру хроматину.

### Термінація
У бактерій є два механізми термінації транскрипції:
- ро-залежний механізм, при якому білок Rho ([ро]) дестабілізує водневі зв'язку між матрицею ДНК і мРНК, вивільняючи молекулу РНК.
- ро-незалежний, при якому транскрипція зупиняється, коли тільки що синтезована молекула РНК формує стебло-петлю, за якою розташовано кілька урацілом (… УУУУ), що призводить до від'єднання молекули РНК від матриці ДНК.

Термінація транскрипції в еукаріот менш вивчена. Вона завершується розрізанням РНК, після чого до її 3 'кінця фермент додає кілька аденін (… АААА), від числа яких залежить стабільність даного транскрипту.

## Регуляція транскрипції

### Паузи РНК-полімерази
РНК-полімераза II синтезує РНК не з однаковою швидкістю. У певних ділянках РНК-пол II робить паузи, які можуть вплинути на вибір сайтів альтернативного сплайсингу чи альтернативного поліаденілування. Також паузи РНК-полімерази служать як механізм контролю активності транскрипції, та перевірки етапів процесингу. Так, для успішної елонгації потрібна активність топоізомерази-1 для подолання негативної суперскрученості ДНК в районі промотерів, яку генерує полімераза. 

Транскрипційні фабрики
Транскрипція здійснюється в так званих «транскрипційних фабриках». 8 РНК-полімераз II складають основу цього комплексу і організовують компактизацію хроматину в ядрі клітини.